# Honesdale (Pennsylvania)
Honesdale település az Amerikai Egyesült Államok Pennsylvania államában, Wayne megyében, melynek megyeszékhelye is. Lakosainak száma 4458 fő (2020. április 1.).

## Népesség
A település népességének változása:

| 2010 | 4 480 |
| 2020 | 4 458 |